# Vindeltjärnen
Vindeltjärnen är en sjö i Ludvika kommun i Dalarna och ingår i Norrströms huvudavrinningsområde. Sjön har en area på 0,115 kvadratkilometer och ligger 163,5 meter över havet. Sjön avvattnas av vattendraget Kolbäcksån.

## Delavrinningsområde
Vindeltjärnen ingår i det delavrinningsområde (667727-145109) som SMHI kallar för Utloppet av Nedre Boten. Medelhöjden är 227 meter över havet och ytan är 15,2 kvadratkilometer. Räknas de 33 avrinningsområdena uppströms in blir den ackumulerade arean 510,33 kvadratkilometer. Kolbäcksån som avvattnar avrinningsområdet har biflödesordning 3, vilket innebär att vattnet flödar genom totalt 3 vattendrag innan det når havet efter 275 kilometer. Avrinningsområdet består mestadels av skog (77 procent). Avrinningsområdet har 1,06 kvadratkilometer vattenytor vilket ger det en sjöprocent på 7 procent. Bebyggelsen i området täcker en yta av 0,29 kvadratkilometer eller 2 procent av avrinningsområdet.